# Malva stipulacea
Malva stipulacea es una especie de planta herbácea del género Malva, dentro de la familia Malvaceae, es nativa de España. 

## Descripción
Es una pequeña planta herbácea  muy relacionada con Malva aegyptia L., a la que algunos autores consideran subordinada (M. aegyptia subsp. trifida) (Cav.) O. Bolòs & al., y de la que se diferencia claramente por sus pétalos grandes, de al menos doble longitud que la de los sépalos y con la uña ciliada, con mericarpos densamente pubescentes. Tanto ésta, como M. aegyptia se caracterizan por sus hojas superiores palmisectas, con los segmentos enteros o dentados, claramente divididos en tres dedos en M. trifida .

## Distribución
La planta es un endemismo del centro y sur de la península ibérica. En Aragón se encuentra, frecuente, por todo el territorio de la Depresión del Ebro.

## Hábitat
La planta forma parte de pastizales secos, más o menos ruderalizados, que se instalan en claros de encinares, pinares o sabinares y sus matorrales de sustitución, sobre suelos áridos, arenosos, margosos, limosos y arcillosos, no desdeñando los yesosos. Se instala sobre suelos de naturaleza básica, ricos en limos, arenas o arcillas, e incluso yesos. Se encuentra a una altitud de 70 - 1200 metros. Florece de abril a julio. Tiene una forma biológica: terófita escaposa.

## Taxonomía
Malva stipulacea fue descrita por Antonio José de Cavanilles y publicado en Diss. 2, Secunda Diss. Bot. 62 (t. 15, f. 2). 1786
Etimología
Malva: nombre genérico que deriva del Latín malva, -ae, vocablo empleado en la Antigua Roma para diversos tipos de malvas, principalmente la malva común (Malva sylvestris), pero también el "malvavisco" o "altea" (Althaea officinalis) y la "malva arbórea" (Lavatera arborea). Ampliamente descritas, con sus numerosas virtudes y propiedades, por Plinio el Viejo en su Historia naturalis (20, LXXXIV).
stipulacea: epíteto latíno que significa "con estípulas"
Basónimo

- Malva trifida Cav., Diss. 5: 280, tab. 137 fig. 2, 1788

Sinonimia:  
- Malva aegyptia subsp. trifida (Cav.) O.Bolòs, Vigo, Masalles & Ninot, Fl. Manual Països Catalans 1214, 1990
- Malva trifida var. heterophylla Willk. & Costa ex Willk. in Willk. & Lange, Prodr. Fl. Hispan. 3: 574, 1878
- Malva trifida var. latifolia Willk. in Flora 34: 611, 1851
- Malva trifida var. leptophylla Willk. ex Costa in Anales Soc. Esp. Hist. Nat. 3: 194, 1874, nom. illeg.
- Malva aegyptia subsp. stipulacea sensu O. Bolòs & Vigo, Fl. Països Catalans 2: 263, 1990
- Malva stipulacea auct.[5]